# Aeroportul Zábřeh Ostrava
Aeroportul Zábřeh Ostrava (IATA: ZBE, ICAO: LKZA) este un aeroport din Dolní Benešov⁠(d), Opava⁠(d), Moravia-Silezia, Cehia ce deservește zona Zábřeh⁠(d).
Situat la o altitudine de 242 m, aeroportul dispune de 1 pistă. Este operat de Slezský Aeroklub Zábřeh, z.s.⁠(d).

## Infrastructură

### Piste
Aeroportul dispune de o singură pistă. Pista 10R/28L are suprafața de Iarbă și dimensiunile 900 m × 60 m. 